# Partyt är ett faktum
Partyt är ett faktum gavs ut första gången 2003 och är skriven av författaren Martin Kristenson, en av skaparna bakom serietidningen Kapten Stofil.
I denna bok redovisas för varje dag på året mer eller mindre (oftast mindre) kända jubileum ur underhållningshistorien.
Exempel på information man får i denna bok är att den 14 mars 1950 opererades Bing Crosby för blindtarmsinflammation. Eller att Karl Gerhard gick på bio den 11 december samma år, biografen var Rigoletto och filmen var tydligen sådär. 
Arkitekten Stanford White  lanserade den 20 maj 1895 sedvänjan att låta en kvinna hoppa upp ur en tårta. Den 5 juni firas Jacques Demy som föddes denna dag 1931, genom att se hans filmer Paraplyerna i Cherbourg och Flickorna i Rochefort. 
Den 6 mars 1936 hade radiokanalen Muzak premiär, med sin lättlyssnade musik. Den 27 januari finns det många anledningar att fira: Wolfgang Mozart (1756), Lewis Carroll (1832), Jerome Kern (1885) och Ingrid Thulin (1926) är alla födda denna dag. 
Den 3 oktober 1962 sändes det första Hylands hörna kl. 22.00-22.40 och samma datum, fast 1879, föddes den svensk-amerikanska skådespelaren Warner Oland. Bara fyra dagar senare den 7 oktober gjorde Povel Ramel sin radiodebut (1945). 
Den 26 december 1966 strippade Per Oscarsson i Hylands hörna och pratade sexualkunskap. Samma dag fast år 1946 hade filmerna Driver dagg faller regn i regi av Gustaf Edgren och Medan porten var stängd i regi av Hasse Ekman premiär.

Dessa och en massa andra historiska händelser trängs i denna praktiska kalender, som varje dag året runt ger läsaren en eller flera anledningar att rulla hatt.